# Ashizuri
Ashizuri (jap. 足摺岬 Ashizuri-misaki) – przylądek w Japonii, najdalej na południe wysunięty punkt wyspy Sikoku, nad Oceanem Spokojnym.
Na przylądku znajduje się latarnia morska.